# Naganeupseong
Naganeupseong (koreanisch 낙안읍성) ist ein historisches Dorf und eine Stadtfestung aus der Goryeo- und Joseon-Zeit im Südwesten von Südkorea.

## Geographie
Das Dorf mit seiner Festungsanlage befindet sich im nördlichen Teil einer rund 7,5 km mal 3 km großen, von Bergen umsäumten Ebene, in der Landgemeinde Nagan-myeon (낙안면), rund 15 km westsüdwestlich von der Stadt Suncheon-si (순천시) in der Provinz Jeollanam-do (전라남도). Gwangju (광주), als größte Stadt der Provinz, liegt in nordwestlicher Richtung rund 50 km entfernt.

## Geschichte
Das Dorf wurde während der Baekje-Periode (18 v. Chr. – 660 n. Chr.) gegründet und war während der Goryeo-Periode (918–1392) und der Zeit der Joseon-Dynastie (1392–1910) das administratives Zentrum von Nagan-eup (낙안읍), einem Bezirk der Provinz Jeollanam-do.
Anfällig für militärische Angriffe, ließ General Kim Bin-gil 김빈길, der in Nagan geboren wurde, 1397, im sechsten Regierungsjahr des Königs Taejo (태조), eine erste Festungsmauer aus Erde um das Dorf errichten. 1424, im sechsten Regierungsjahr des Königs Sejong (세종), wurde die Mauer erweitert und durch eine Konstruktion aus Steinen ersetzt.

## Befestigungsanlage
Naganeupseong besteht aus einem Teil von Herrschafts- und Verwaltungsgebäuden, die sich im nordöstlichen Teil der Anlage befindet und mit einer Fläche von 18.000 Pyeong (1 pyeong = 3,3 m²) rund 1/3 der Gesamtanlage ausmacht. Der südwestliche restliche Teil besteht aus der Dorfanlage, in der ehemals 950 Menschen in 337 Haushalten lebten. Heute wird der Teil noch von 288 Einwohnern in 90 Haushalten bewohnt. Das rund 450 m mal 320 m große Areal ist von einer 1410 m langen Mauer umgeben, die über ihre gesamte Länge begehbar ist. Über drei Eingänge ist die Festungsanlage heute zugänglich, über zwei Tore mit jeweils überbauten Gebäuden, die zur Bewachung dienten, von Südwesten und Südosten aus und über einen offenen von Gebäuden flankierten Zugang von Nordwesten aus.

## Gebäude und Dorfanlage
Das Dorf besteht aus kleinen unterschiedlichen Parzellen mit traditionellen Hanok-Wohnhäusern bebaut. Die Häuser sind aus Holz, Stein und Lehm errichtet und weisen für die Siedlung die typische Bedachung aus Stroh auf. Je nach Handwerk, das von den Bewohnern verrichtet wird, sind die Häuser und Höfe unterschiedlich ausgeführt und ausgestattet. Einige können von Besuchern nach Absprache besichtigt werden. Ein zentral liegendes Backhaus, eine Kochstelle, einige Teiche, ein Wasserradantrieb und ein Restaurant stellen weitere Bestandteile des Dorfes dar.

## Herrschafts- und Verwaltungsgebäude
Die Herrschafts- und Verwaltungsgebäude, die sich vom Dorf separat im Nordosten der Anlage befinden, sind durchweg aus Holz und das Dach aus traditionellen koreanischen Dachziegeln errichtet. Der Unterbau der Häuser besteht aus Steinen, auf denen das Haus ruht. Neben den Wohnhäusern für die Verwalter und Staatsbediensteten, befindet sich in dem Teil der Anlage zentral ein Tempel mit einer großen Fasstrommel, die traditionell von buddhistischen Mönchen vor ihren Gebeten gespielt wird. Des Weiteren ist auf dem Areal ein Gefängnis zu finden, mit Gerätschaften, mit denen Inhaftierte gepeinigt wurden.

## Nationales Kulturgut
Am 14. Juni 1983 wurde das gesamte Areal von Naganeupseong als historisch schützenswertes Gut unter der Registrierungsnummer 302 von der dafür zuständigen koreanischen Behörde in die nationale Denkmalliste aufgenommen und registriert. Die koreanische Delegation bei der UNESCO ließ die Anlage von Naganeupseong am 11. März 2011 aus die sogenannten Tentative List setzen und unterstrich damit ihren Willen, die historische Stätte als Weltkulturerbe nominieren zu lassen.

## Fotogalerie

Historisches Dorf und Stadtfestung Naganeupseong
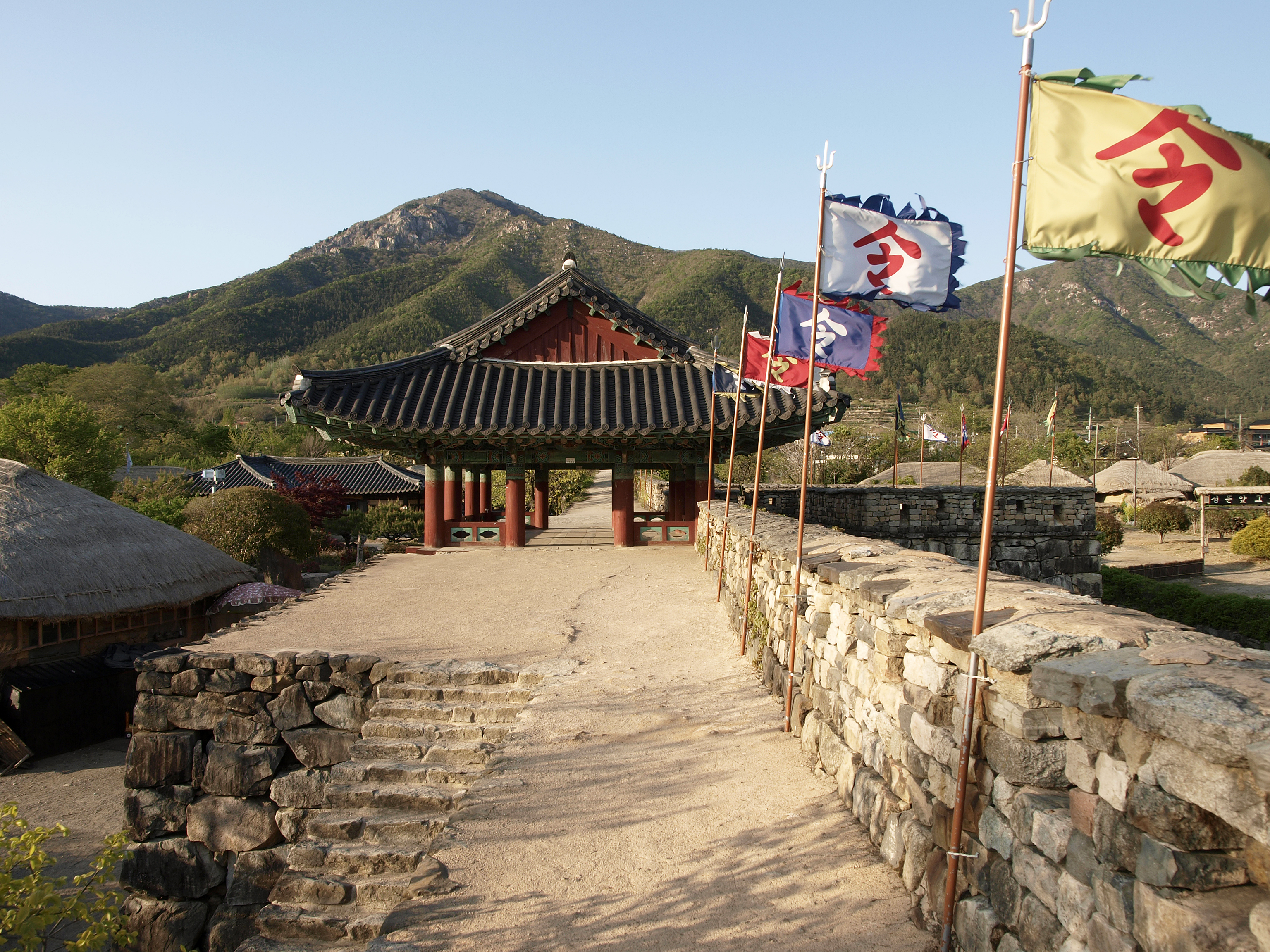
Südöstliches Tor und Festungsmauer
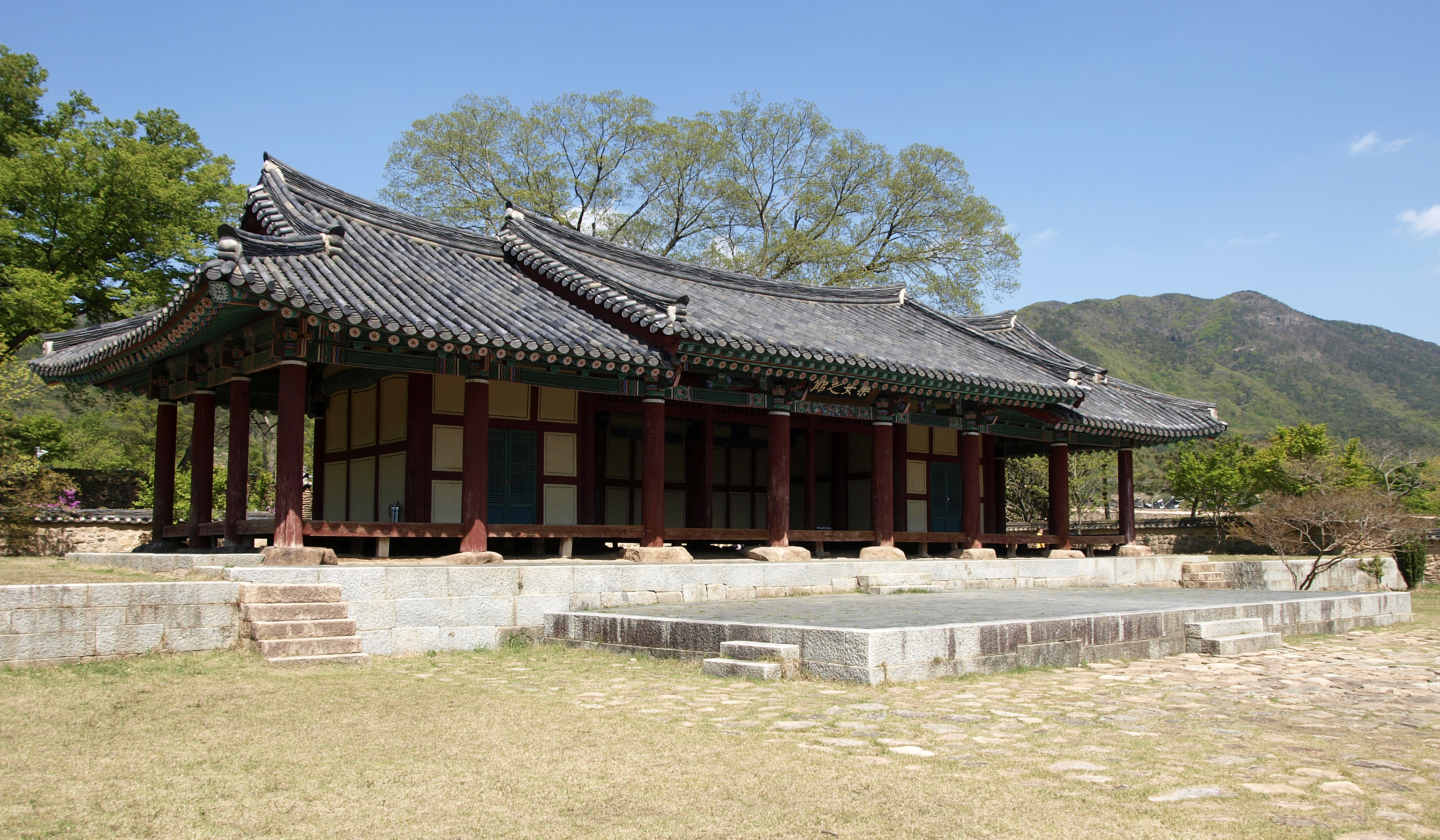
Hanok-Haus der Administration
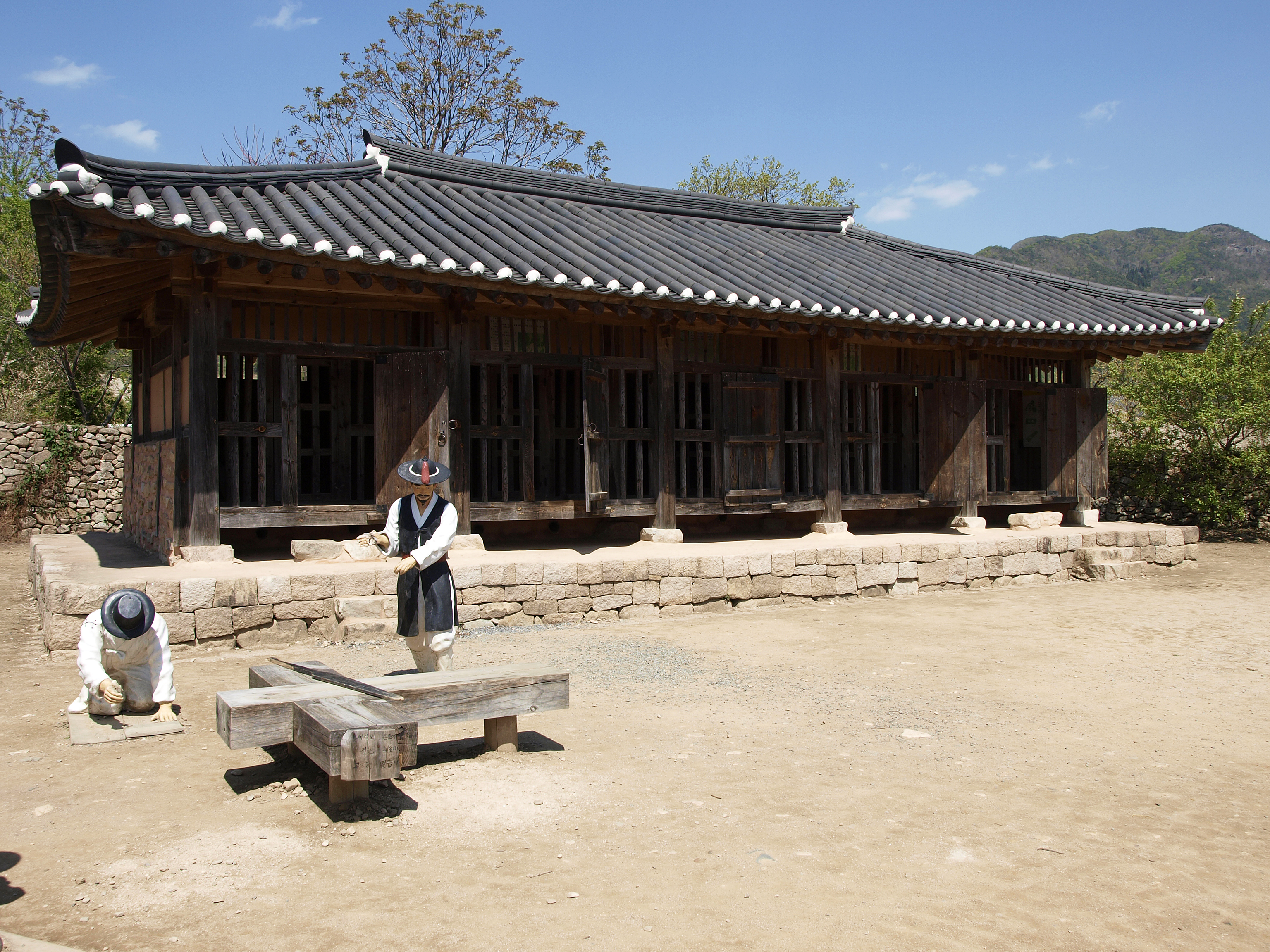
Gefängnis
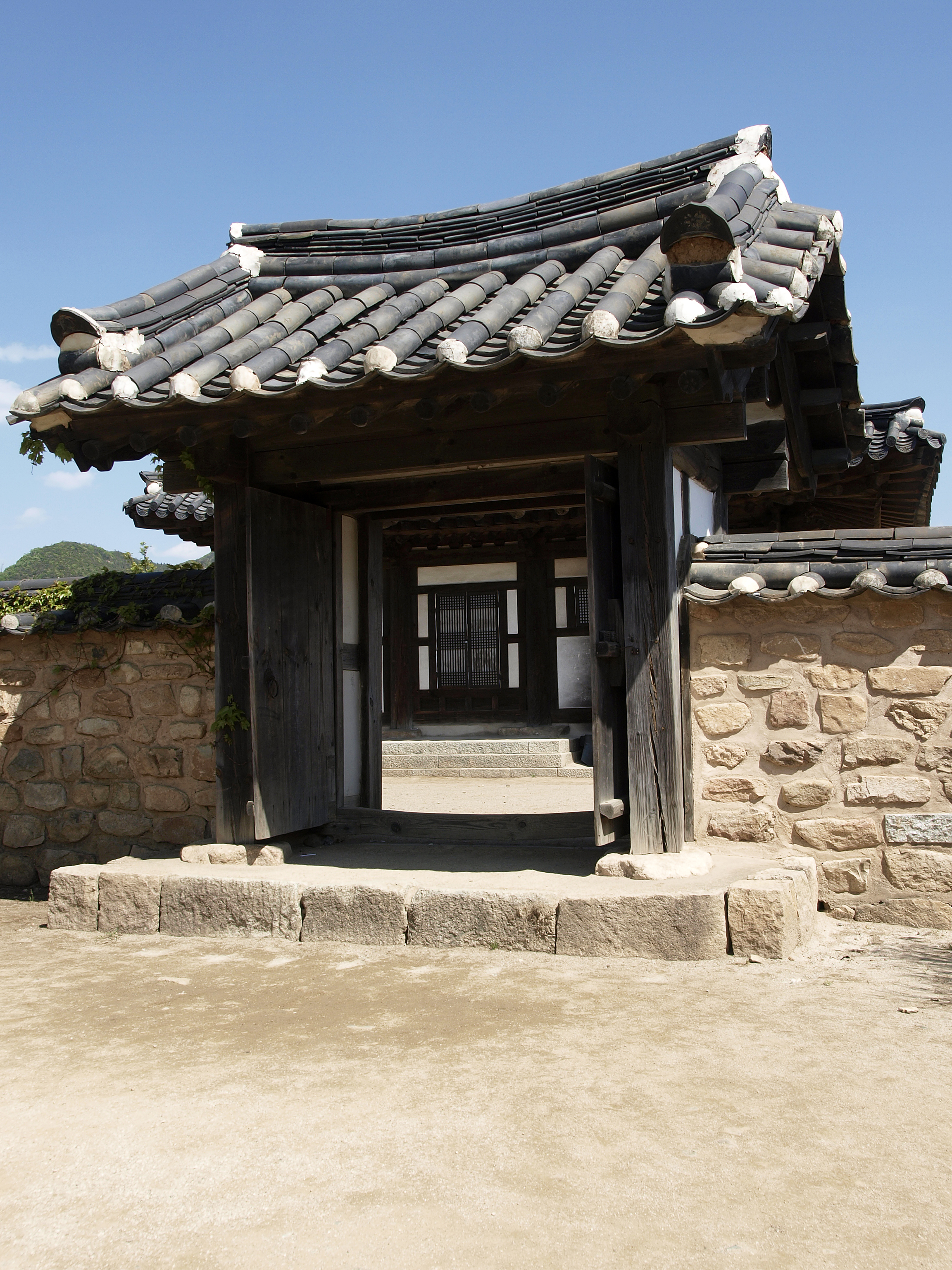
Eingang zu einem Anwesen
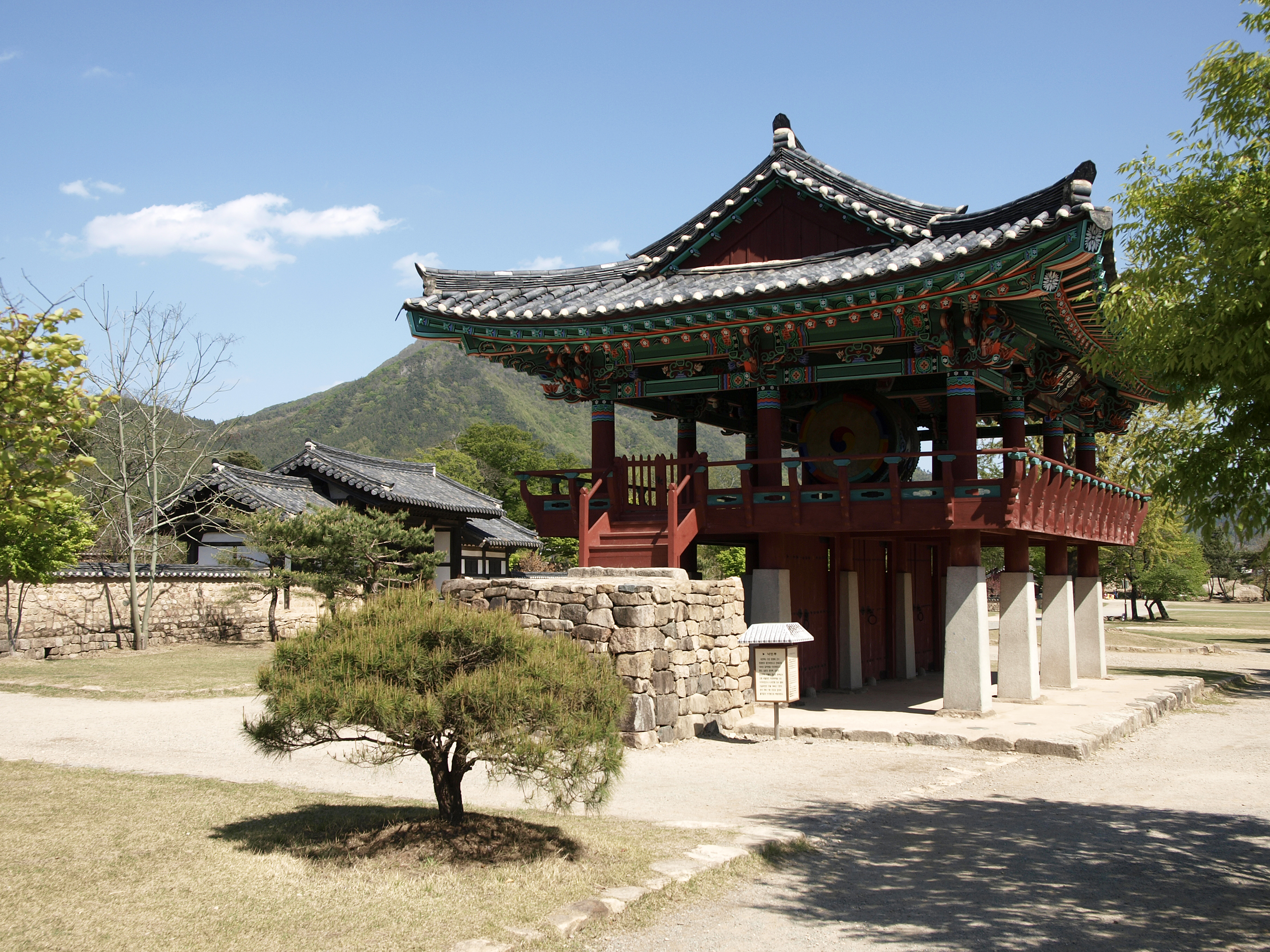
Tempel an zentraler Stelle
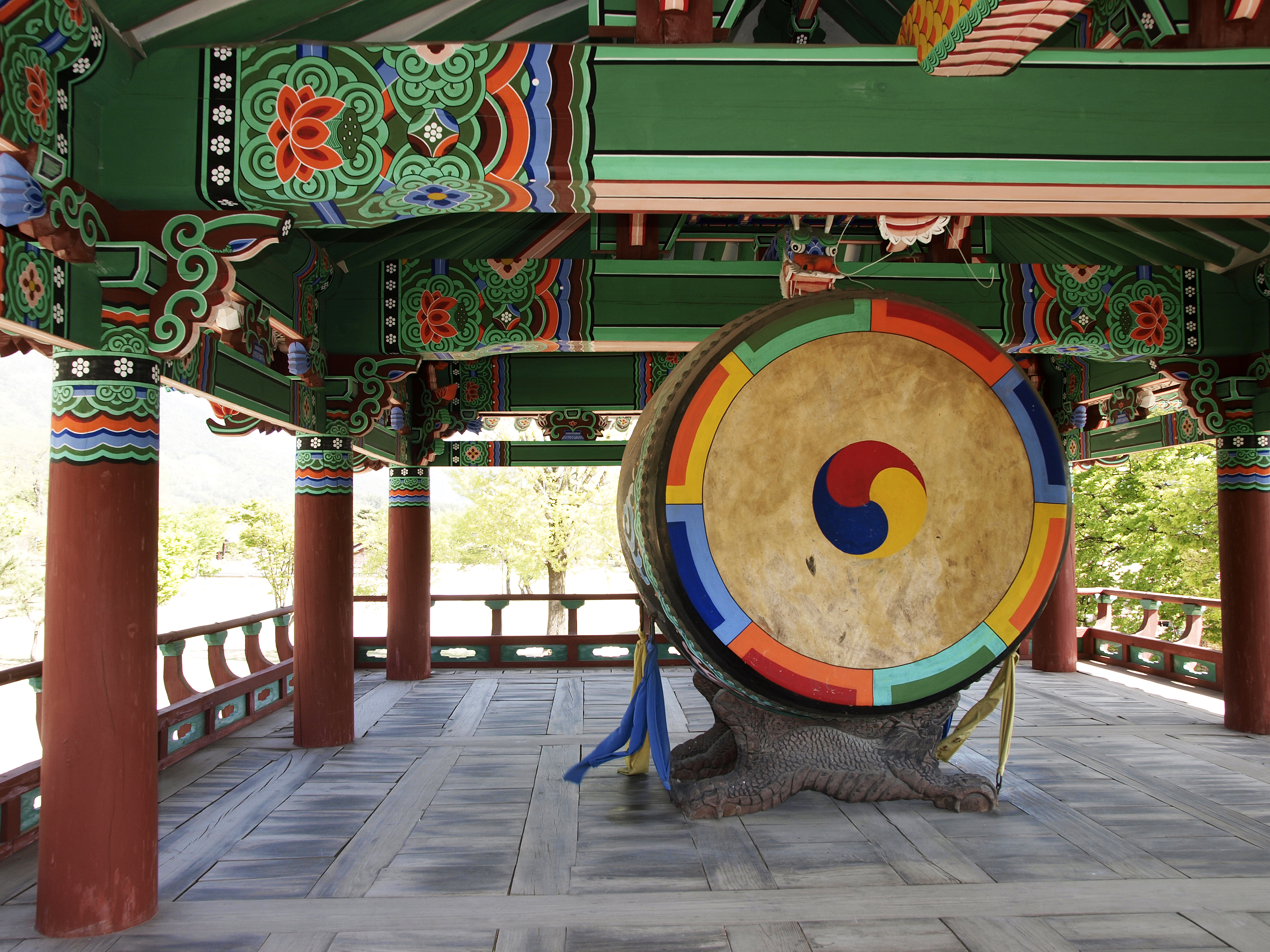
Trommel im Tempel
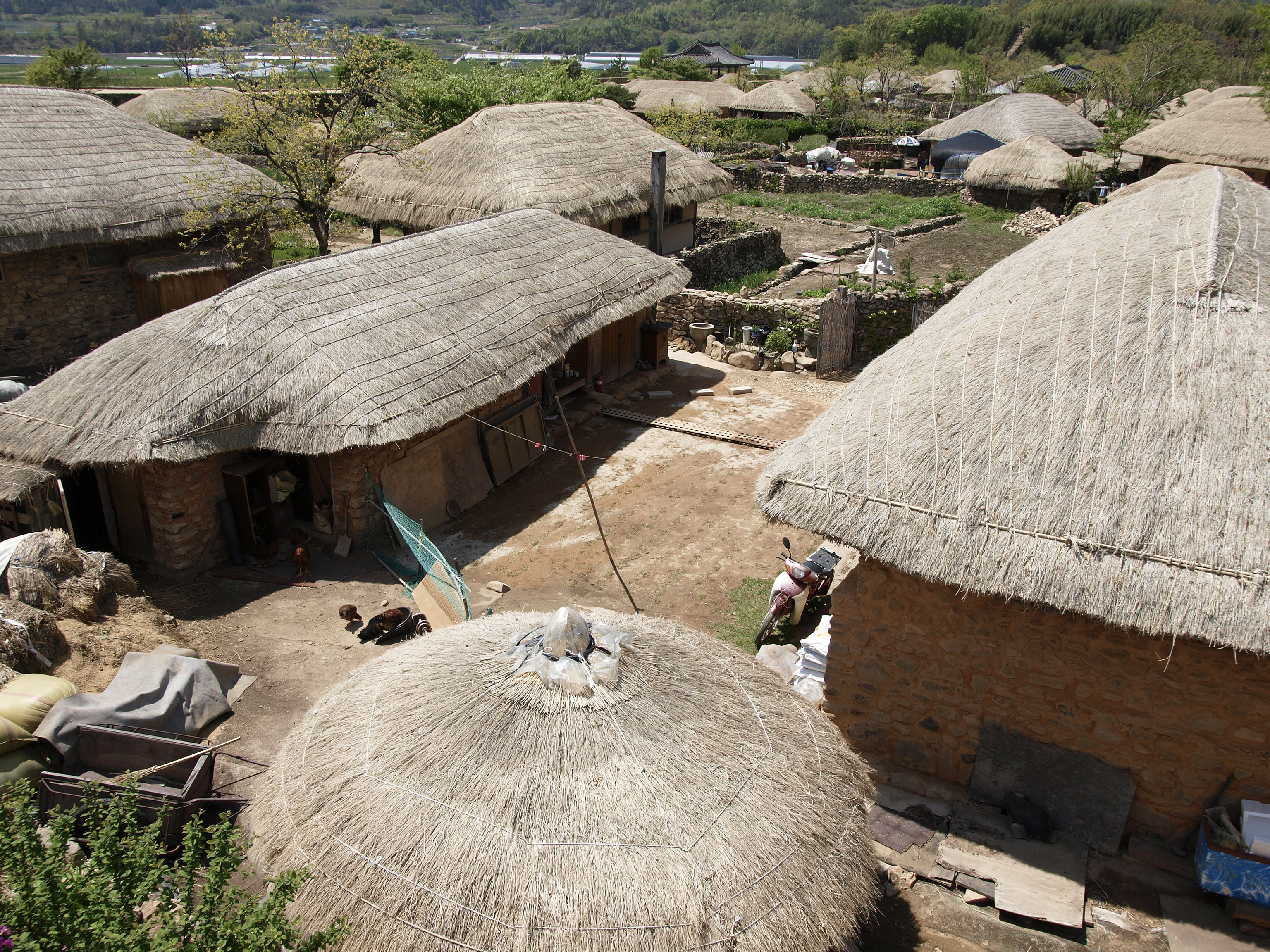
Teil des historischen Dorfes
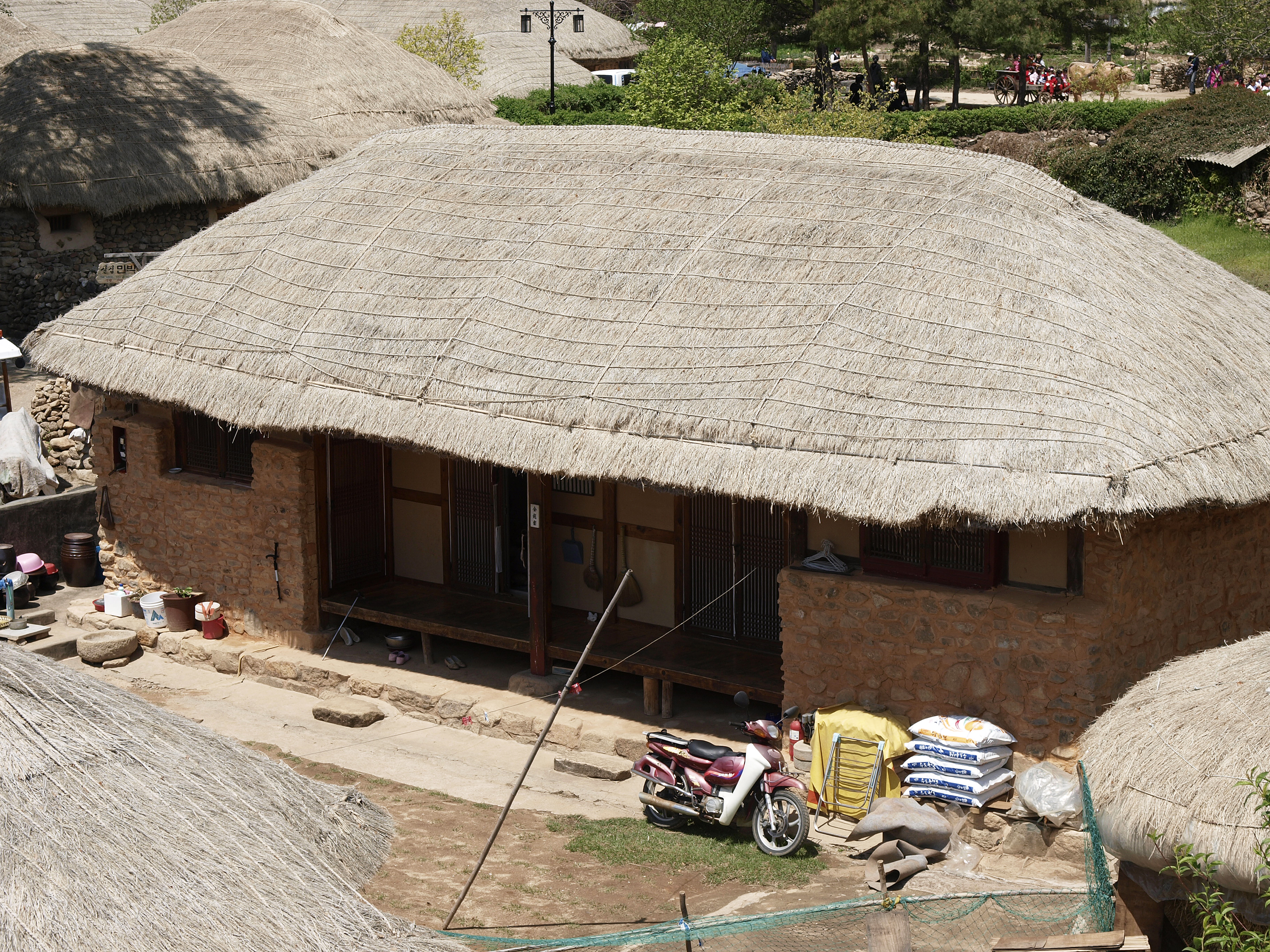
Hanok-Haus
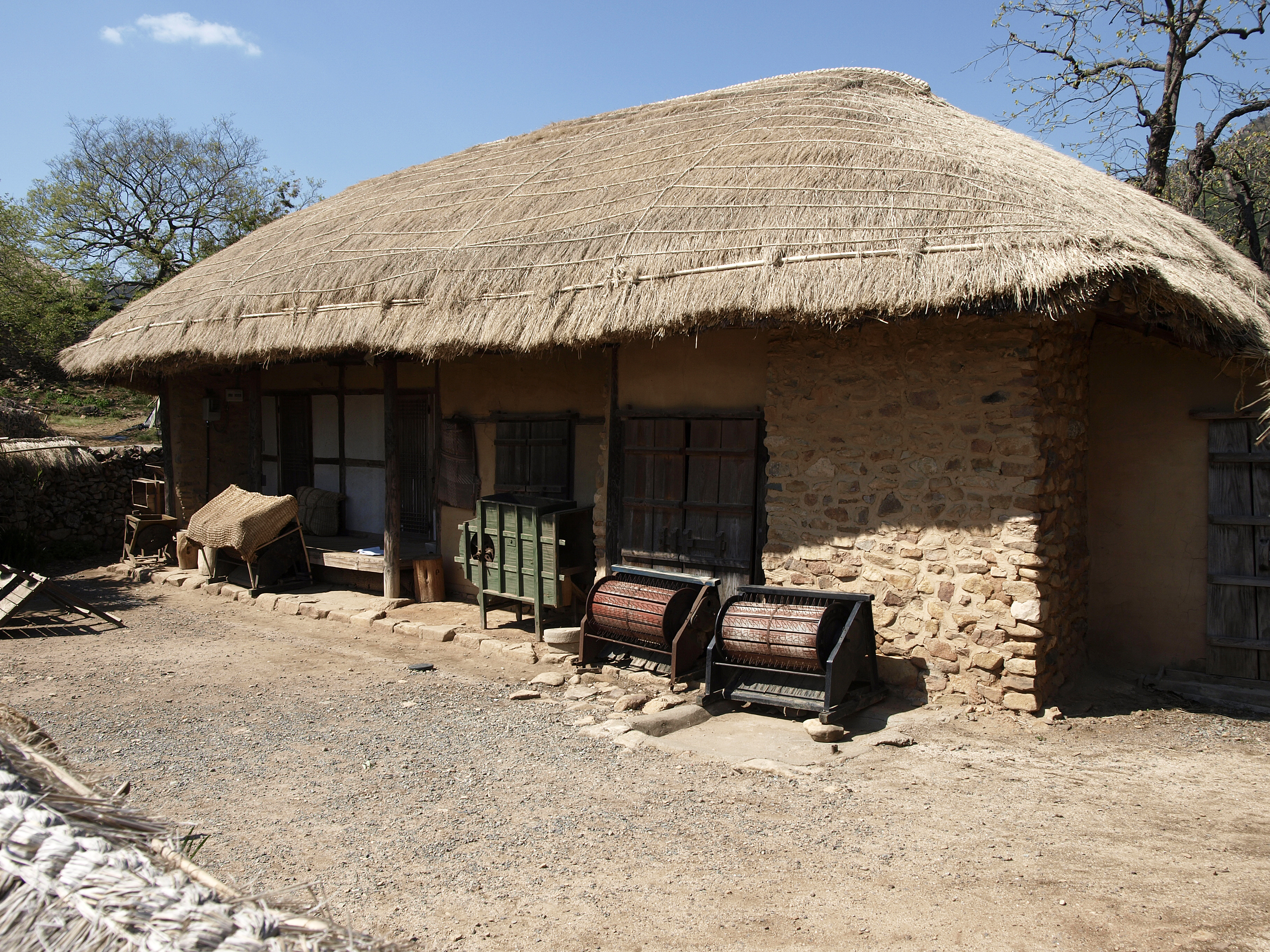
Hanok-Haus
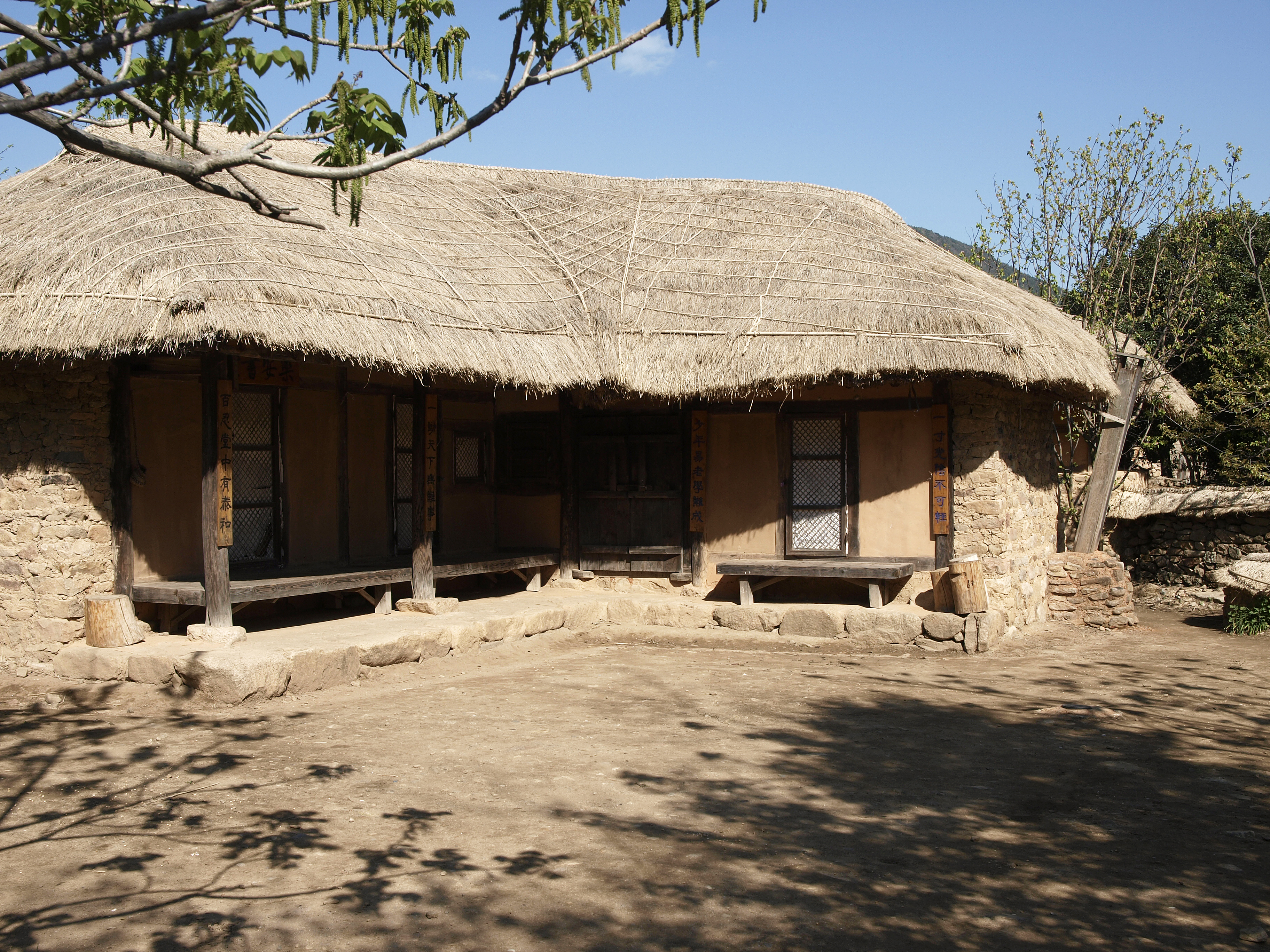
Hanok-Haus
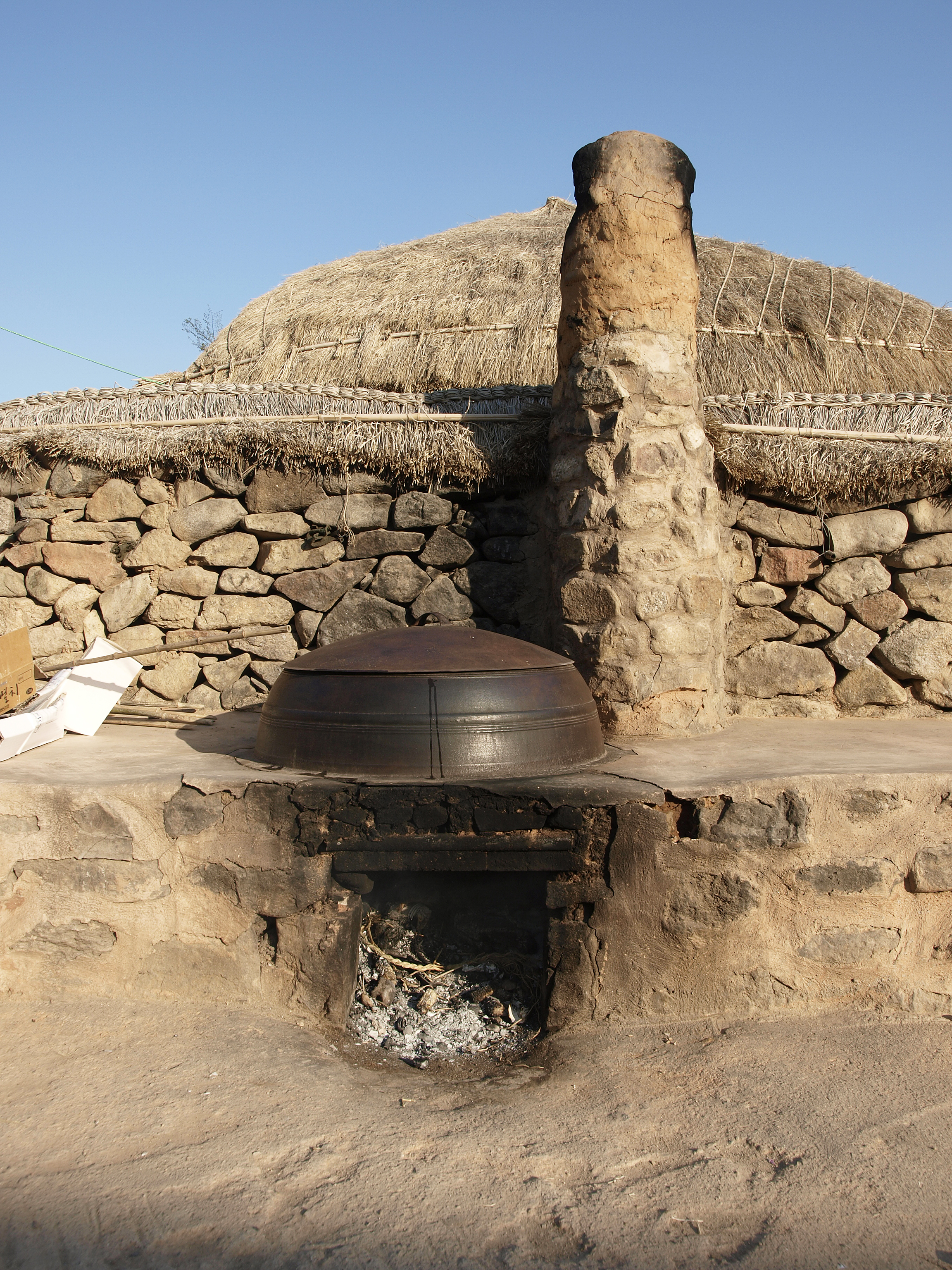
Ofen zum Reis kochen
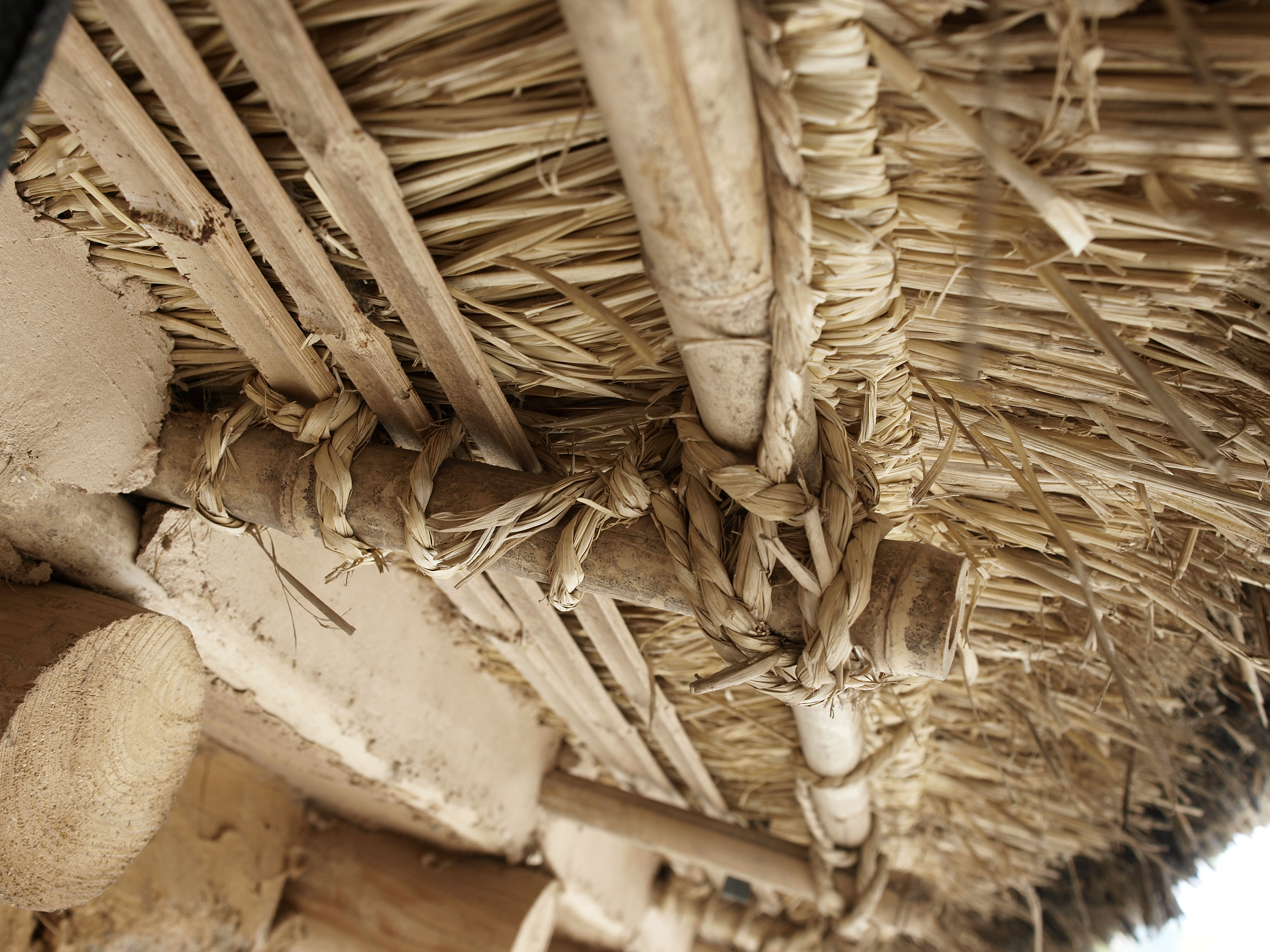
Dachbefestigung
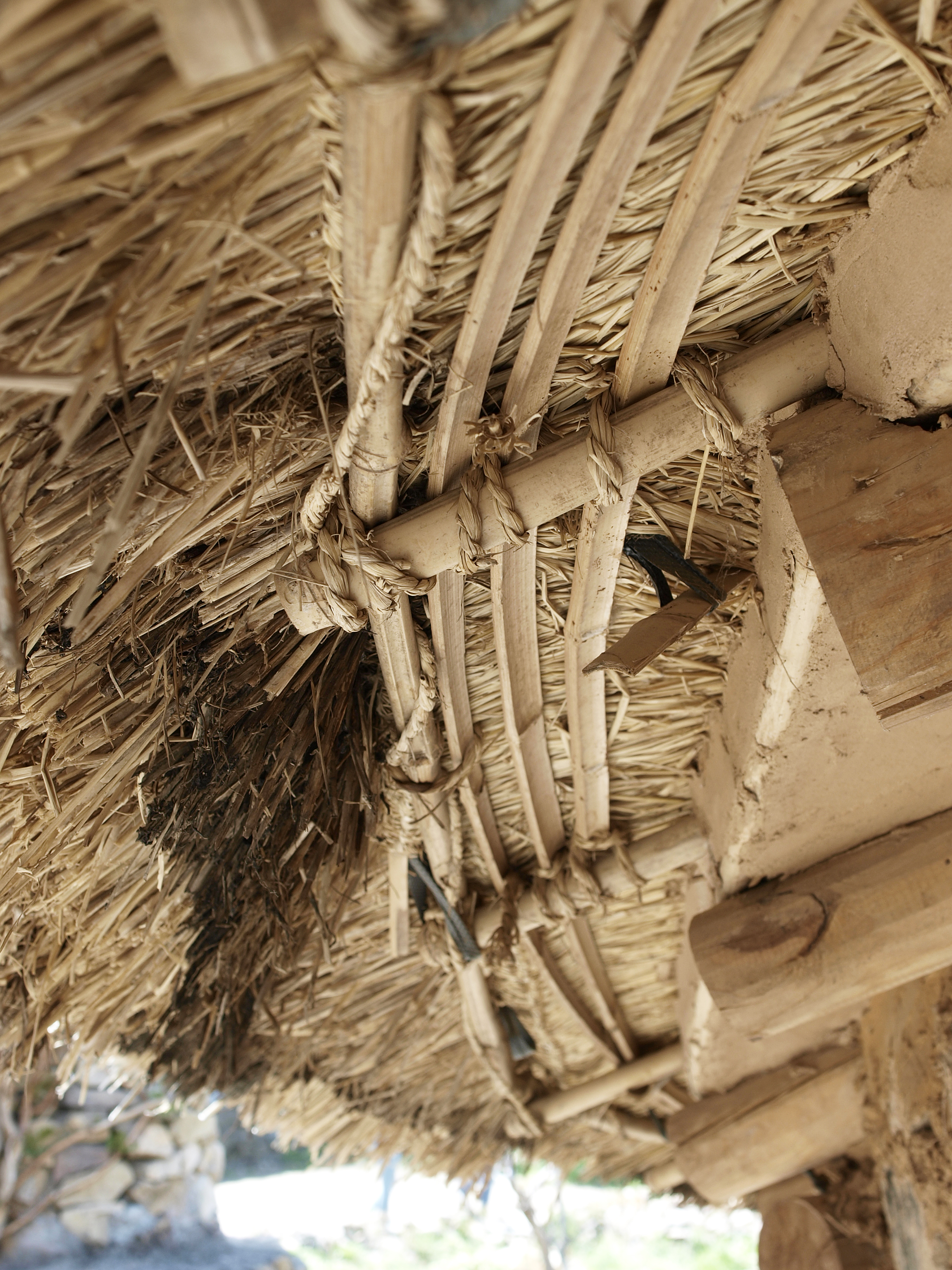
Dachbefestigung
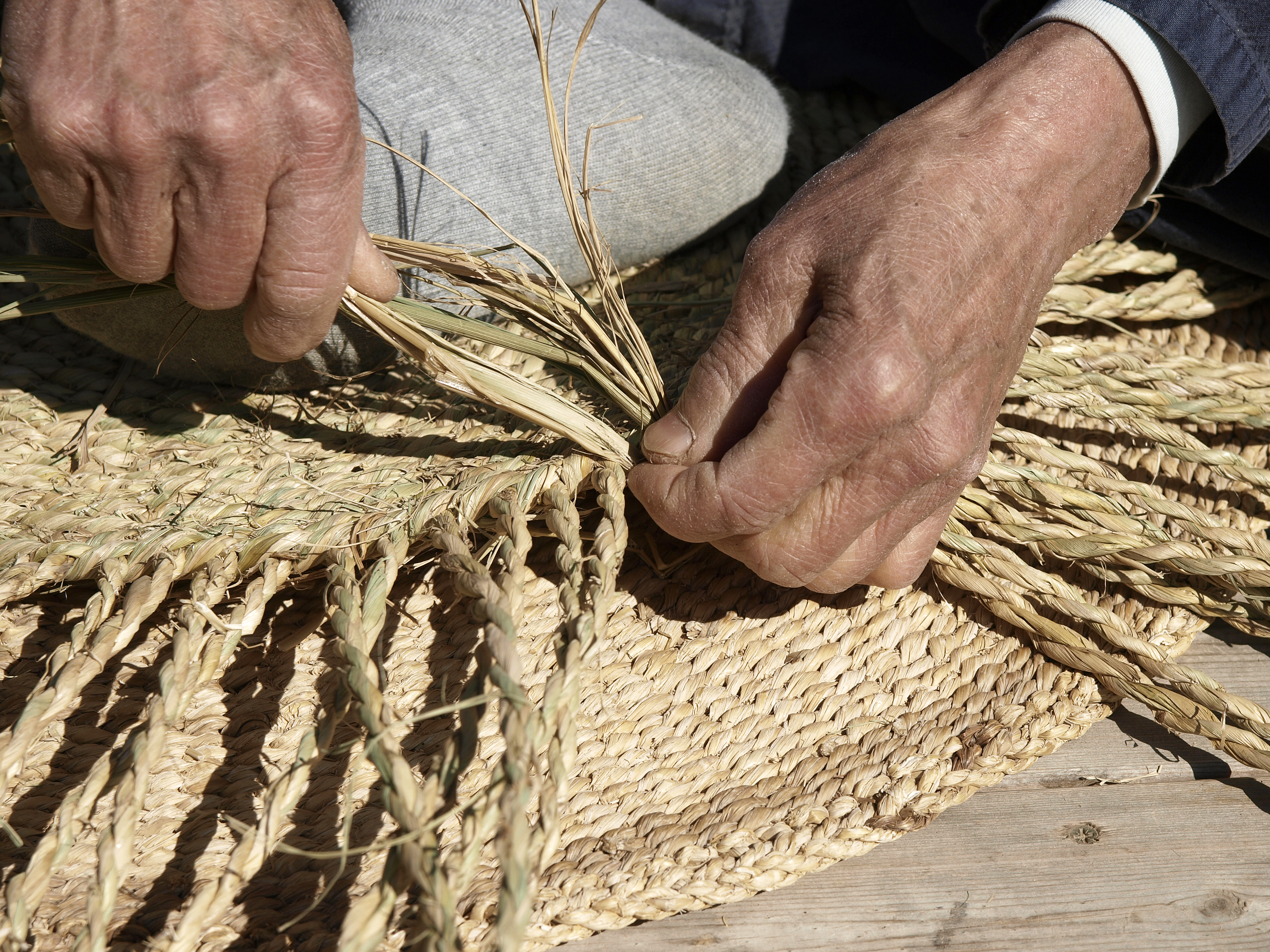
Handwerker, der einen Strohkorb flicht